# Cursi
Cursi (im lokalen Dialekt: Cùrze) ist eine südostitalienische Gemeinde (comune) mit 3839 Einwohnern (Stand 31. Dezember 2023) in der Provinz Lecce in Apulien. Die Gemeinde liegt etwa 26 Kilometer südsüdöstlich von Lecce im südlichen Salento. Cursi gehört zur Graecia Salentina, in der noch Griko gesprochen wird.

## Geschichte
Der Ortsname Cursi soll vom römischen Zenturio Marcus Curtius stammen, dem es gelang, dieses Gebiet, das in der Antike als Curtium bekannt war, zu erobern. Mehrere Menhire deuten bereits auf eine prähistorische Besiedlung hin.

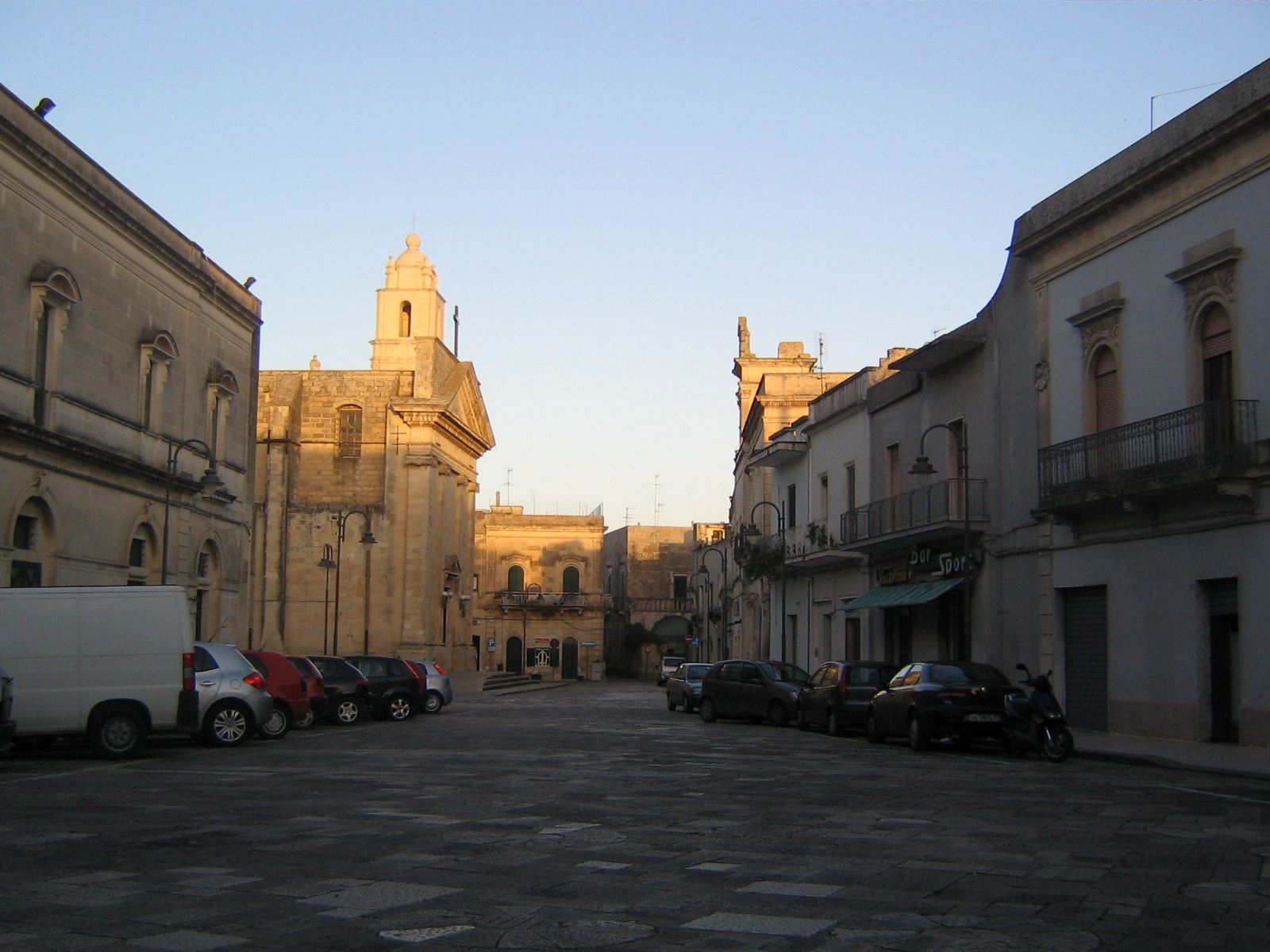
Platz Pius XII. in Cursi